# Хитрино
Хѝтрино е село в Североизточна България, административен център на община Хитрино, област Шумен.

## География
Гара на железопътната линия Русе – Варна.

## История
През Османския период и след Освобождението до 1934 г. името на селището е Шейтанджик. То се развива като гара на жп линията Русе – Варна. През 1909 г. при гара Шейтанджик са установени кариери за добив на шейтанджишки камък.
В Хитрино е основана всестранна кооперация „Лудогорие“ през 1949. Машинно-тракторната станция в гара Хитрино е открита съгласно постановление на 23 януари 1955 г. В селото се създава общински пионерски дом „Живко Гергански“ при железопътната гара в селото, в който са включени 31 пионерски дружини. изградени следните кръжоци: етнография с ръководител Димитричка Антова, ракетомоделизъм с ръководител Ганчо Илиев, фотодело с ръководител Христо Видеилиев и художествено слово с ръководител Екатерина Георгиева.
До 1995 г. е гарово селище (Гара Хитрино). Хитрино е населено почти изцяло с местно турско население, като голяма част от него се изселва в Турция по време на т. нар. Голяма екскурзия.

## Население
Численост на населението според преброяванията през годините:
| \| Година на преброяване \| Численост \| \| --------------------- \| --------- \| \| 1934 \| 331 \| \| 1946 \| 550 \| \| 1956 \| 1028 \| \| 1965 \| 1192 \| \| 1975 \| 1426 \| \| 1985 \| 1354 \| \| 1992 \| 828 \| \| 2001 \| 862 \| \| 2011 \| 720 \| \| 2021 \| 709 \| |           |
| Година на преброяване | Численост |
| 1934 | 331       |
| 1946 | 550       |
| 1956 | 1028      |
| 1965 | 1192      |
| 1975 | 1426      |
| 1985 | 1354      |
| 1992 | 828       |
| 2001 | 862       |
| 2011 | 720       |
| 2021 | 709       |

### Етнически състав

#### Преброяване на населението през 2011 г.
Численост и дял на етническите групи според преброяването на населението през 2011 г.:
|                     | Численост | Дял (в %) |
| Общо                | 720       | 100.00    |
| Турци               | 405       | 56,25     |
| Българи             | 270       | 37,50     |
| Цигани              | –         | –         |
| Други               | ?         | ?         |
| Не се самоопределят | ?         | ?         |
| Неотговорили        | 39        | 5.41      |

## Религии
Преобладаващата част от жителите на селото са мюсюлмани. В селото има изградена джамия.

## Култура

### Основно училище „Д-р Петър Берон“
Първото основно народно училище е създадено на 01.09.1920 г.

### Читалище „Пробуда“
Народното читалище „Пробуда“ в Хитрино е основано през 1930 г., като управлението му е в състав: председател Панайот Денчев, секретар Кирил Кръстев и членове: Иван Божилов, Йордан Чалъков, Харалан Митев и Георги Арнаудов. Към читалището работят детски куклен театър „Хитрино“, народен хор, танцов състав, театрален колектив, фотокръжок и др. Читалище „Пробуда“ е организирало културните празници „Засмеяло се Хитрино“.

## Забележителности
Река Каменица.

## Личности
Починали
- Георги Донев (1884 – 1948), български драматичен артист и режисьор

## Други
- Първата железопътна катастрофа на територията днешна България се случва през май 1867 г. при гара Шейтанджик, днешно Хитрино, тогава в Османската империя.[11] От товарен влак се откачва последният вагон и се блъска в пътнически влак, който тъкмо е потеглил. За щастие няма пострадали хора, но са нанесени материални щети.[12]
- На 10 декември 2016 г., в 5:37 ч. на жп гара Хитрино дерайлира част от товарен влак на превозвача „Булмаркет“, 22 цистерни с пропилен и 4 цистерни с пропан-бутан. В последвалите експлозия и пожар загиват 7 души, ранени са 29, а над 20 къщи и постройки са разрушени.[13] 12 декември е обявен за ден на национален траур в България.